# Hôtel Prouvost
L’hôtel Prouvost est un hôtel particulier situé à Roubaix, dans le département du Nord.

## Histoire
L'hôtel fut construit en 1878 pour Charles Prouvost et son épouse, née Marie Sophie Scrépel.
Le batiment a par la suite été racheté par la Caisse primaire d'assurance maladie.
Ce bâtiment fait l’objet d’un inscription au titre des monuments historiques depuis le 12 août 1998.

## Localisation
L'hôtel est situé aux 19 rue du Grand-Chemin et 6 rue Rémy-Cogghe à Roubaix.